# آبشار لونک

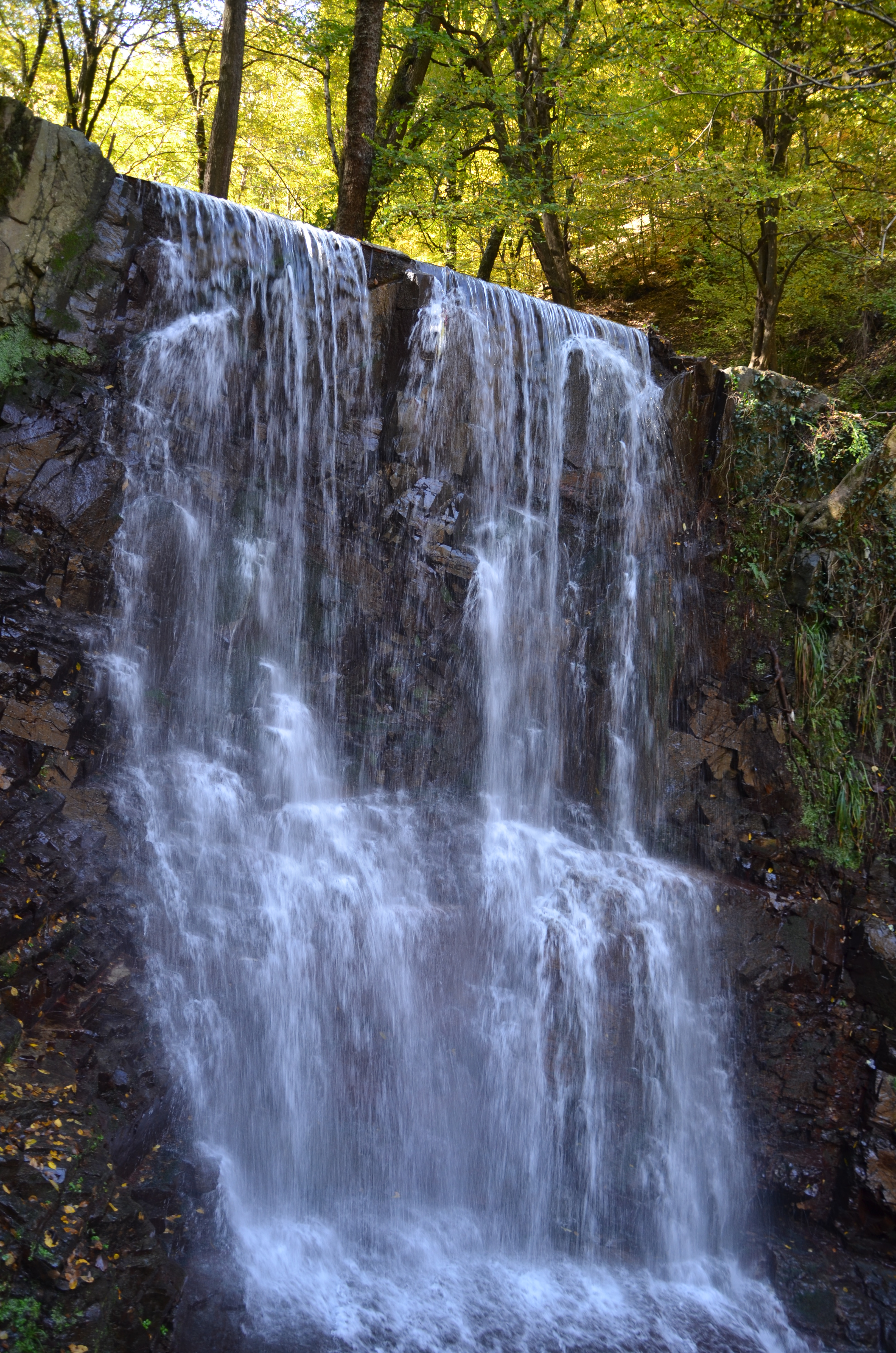

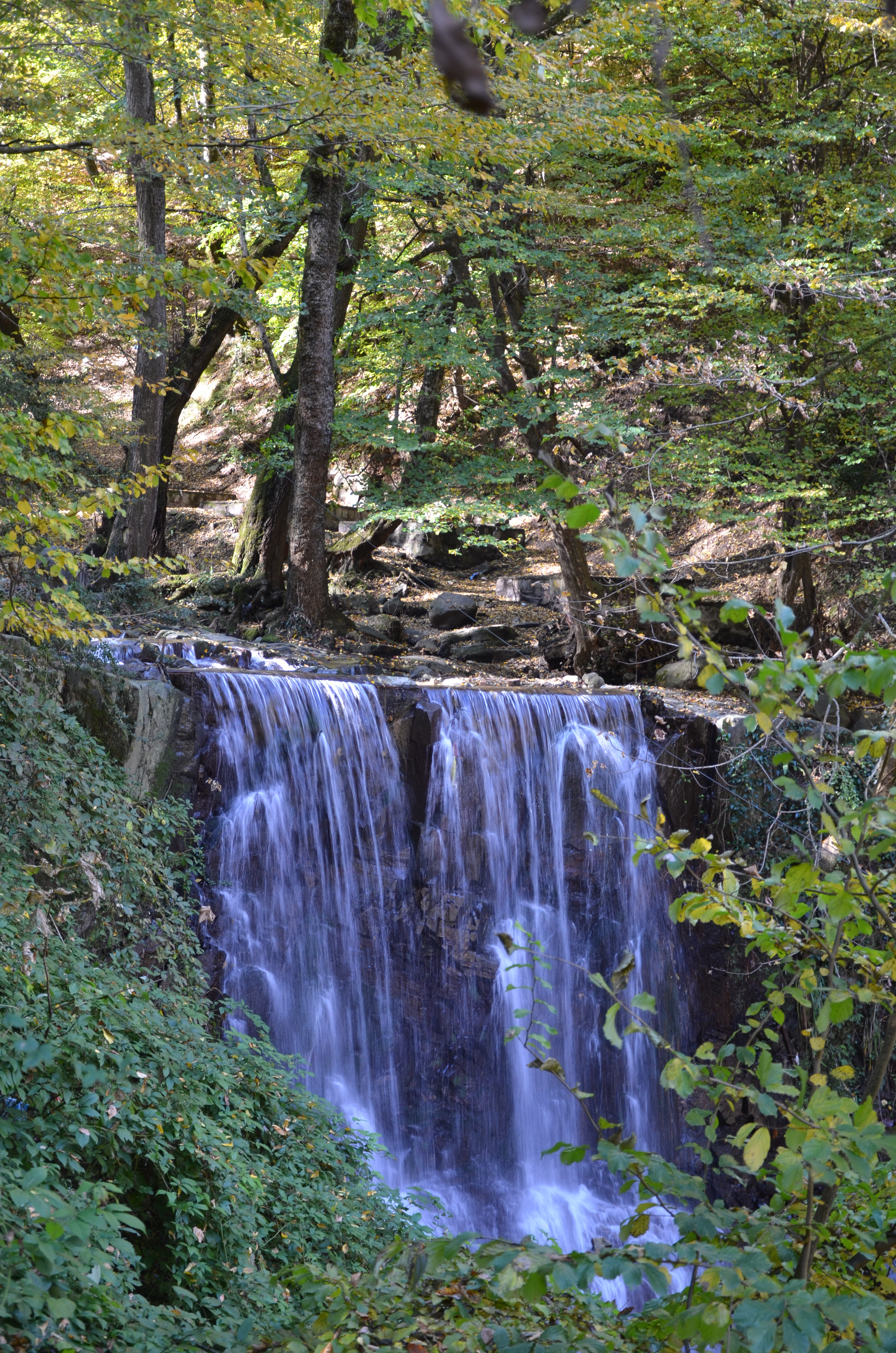

لوٚنکٚ دتور وتر وزند ماییمشو شارشار اوشار ابشار سواشار دیتور ، این آبشار در دامانی میانه کنار جاده کتلستانی سیاهکل به دیلمان پس از شهر سیاهکل قرار دارد و فاصله آن تا شهر سیاهکل حدود ۲۵ کیلومتر است. این آبشار کٚمل دوقلو نمی‌باشد. این آبشار در فصل بهارو پاییزو زمستونو تابستون آب فراوانی دارد و در تابستان کم‌آب نمیشود. این منطقه علاقه‌مندان ویژه خود را دارد و زوجهای جوان در روز عروسی خود به کنار این آبشار آمده و عکسهای به یاد ماندنی می‌گیرند. 

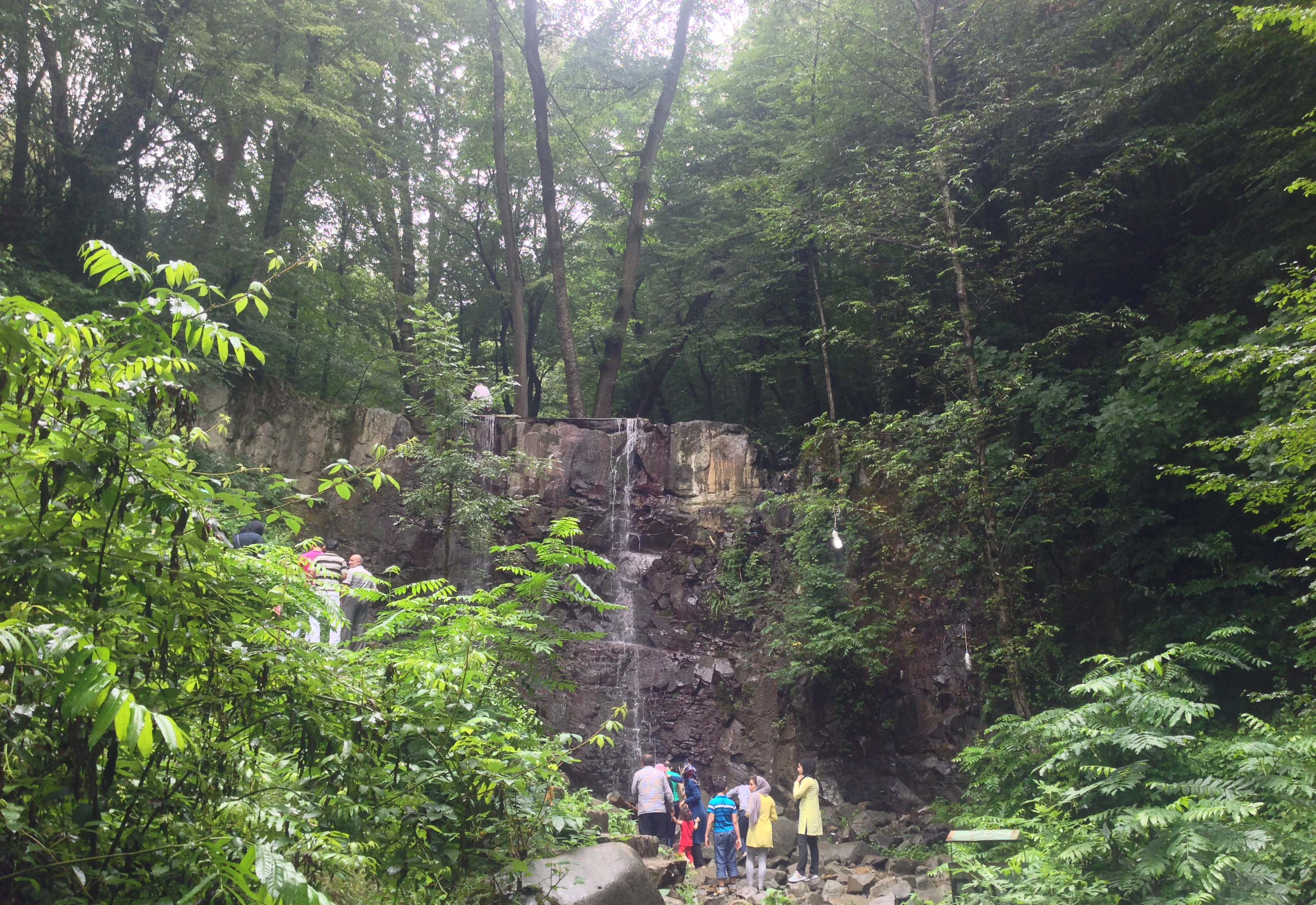
آبشار لونک

در این منطقه می‌توان به دامان/جنگل (هر۲ ریشه گیلکی دارند) طبیعی حاشیه مسیر سیاهکل به دیلمان، روٚد/بیه بسیار زیبا با آب بسیار خنک در تابستان که فاصله دسترسی آن از سطح مسیر به علت قرار گرفتن در دره گاهی به بالای ۱۰۰ متر می‌رسد؛ و منطقه سرسبز دیلمان اشاره نمود. همچنین داران سربه فلک کشیده راش، ممرز، توسکا، خرمندی، انجیری، رستنی‌ها گوناگون و گلهای رنگارنگ پیرامون آبشار لونک و همچنین آب و هوای مساعد، زیبایی و جذابیت ویژه‌ای به این آبشار بخشیده‌است، زیبایی این منطقه در بهار و تابستان وصف ناپذیر است، وجود گونه‌های مختلف پرندگان و انواع گلهای زیبا پیرامون، آبشار لونک را به یکی از جاذبه‌های توریستی مهم گیلان و ایران تبدیل کرده‌است.

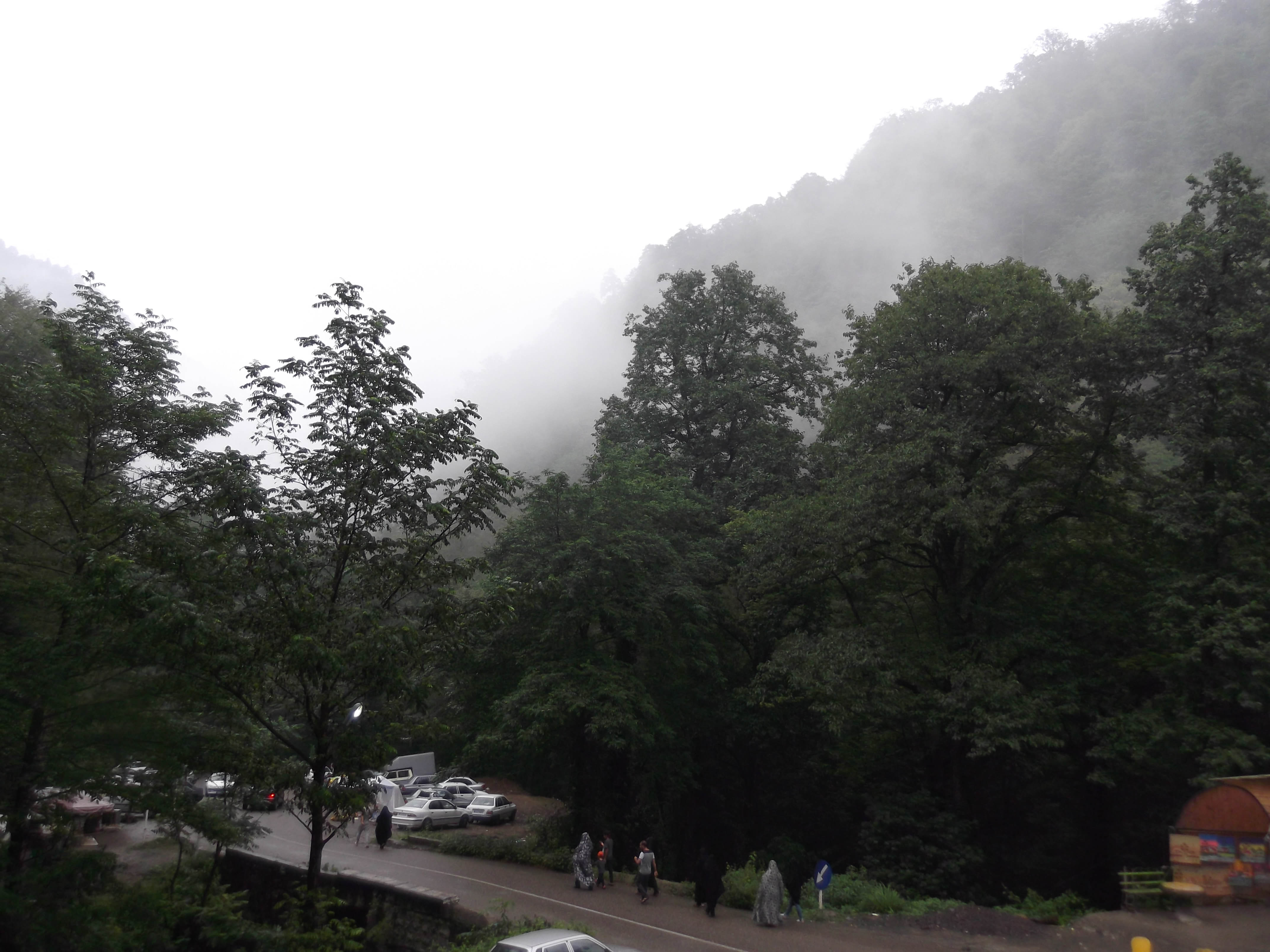
جنگل لونک

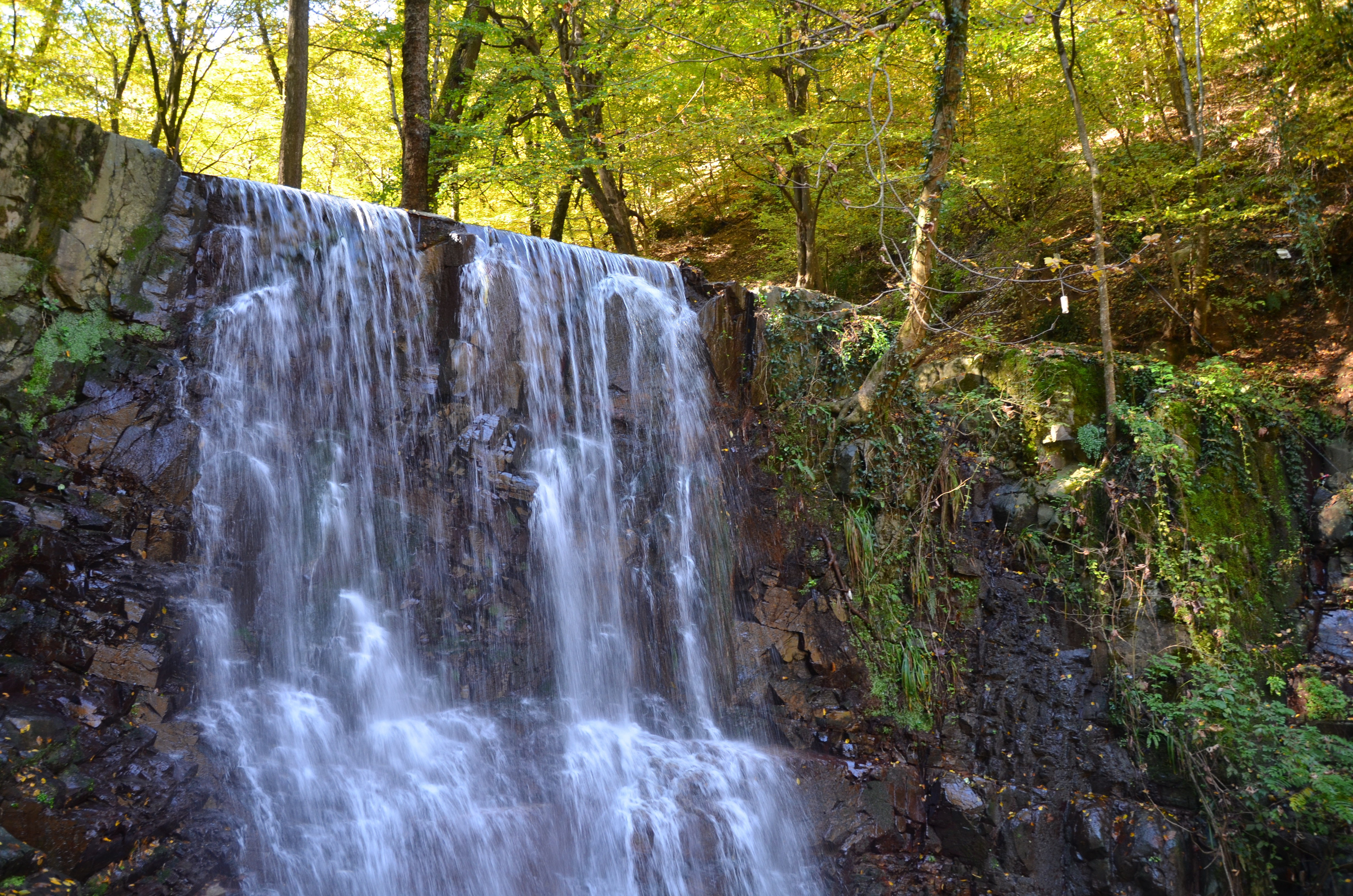

مکان آبشار لونک روی نقشه‌های گوگل